# Conca Casale
Conca Casale község (comune) Olaszország Molise régiójában, Isernia megyében.

## Fekvése
A megye délnyugati részén fekszik, az Abruzzo-Lazio-Molise Nemzeti Park területén. Határai: Pozzilli, San Vittore del Lazio, Venafro és Viticuso.

## Története
Valószínűleg a San Vincenzo al Volturno bencés apátság alapításával egy időben alakult ki a késő középkorban. Vallo del Campo név alatt hosszú ideig Venafro része volt. A 19. században nyerte el önállóságát, amikor a Nápolyi Királyságban felszámolták a feudalizmust.

## Népessége
A népesség számának alakulása:

## Főbb látnivalói
- Madonna della Fontana-szentély
- Sant’Antonio da Padova-templom